# Cotorra aladaurada
La cotorra aladaurada (Psephotellus chrysopterygius) és una espècie d'ocell de la família dels psitàcids propi del nord d'Austràlia.

## Descripció
- Aquesta cotorra fa 23 - 28 cm de llargària, amb un pes de 54 – 56 g.
- Notable dimorfisme sexual, amb el mascle molt més acolorit que la femella.
- Color general des mascle blau amb capell negre i front groc. Zona posterior de l'abdomen rosa pàl·lid. Ales i zona del dors entre elles marró. Una zona groga al dors de les ales.
- Femella predominantment de color groc verdós amb una barra color crema a la cara inferior de les ales, notables en vol.[2]

## Hàbitat i distribució
Habita boscos d'eucaliptus, matolls i manglars de l'extrem nord-est d'Austràlia, a la península del Cap York.